# Бериен (Вашингтон)
Бериен (англ. Burien) — город в округе Кинг в штате Вашингтон в Соединённых Штатах Америки.
По данным переписи населения 2020 года в США, население города составляло 52 066 человек, что сделало его 25-м по численности населения городом в округе.

## География

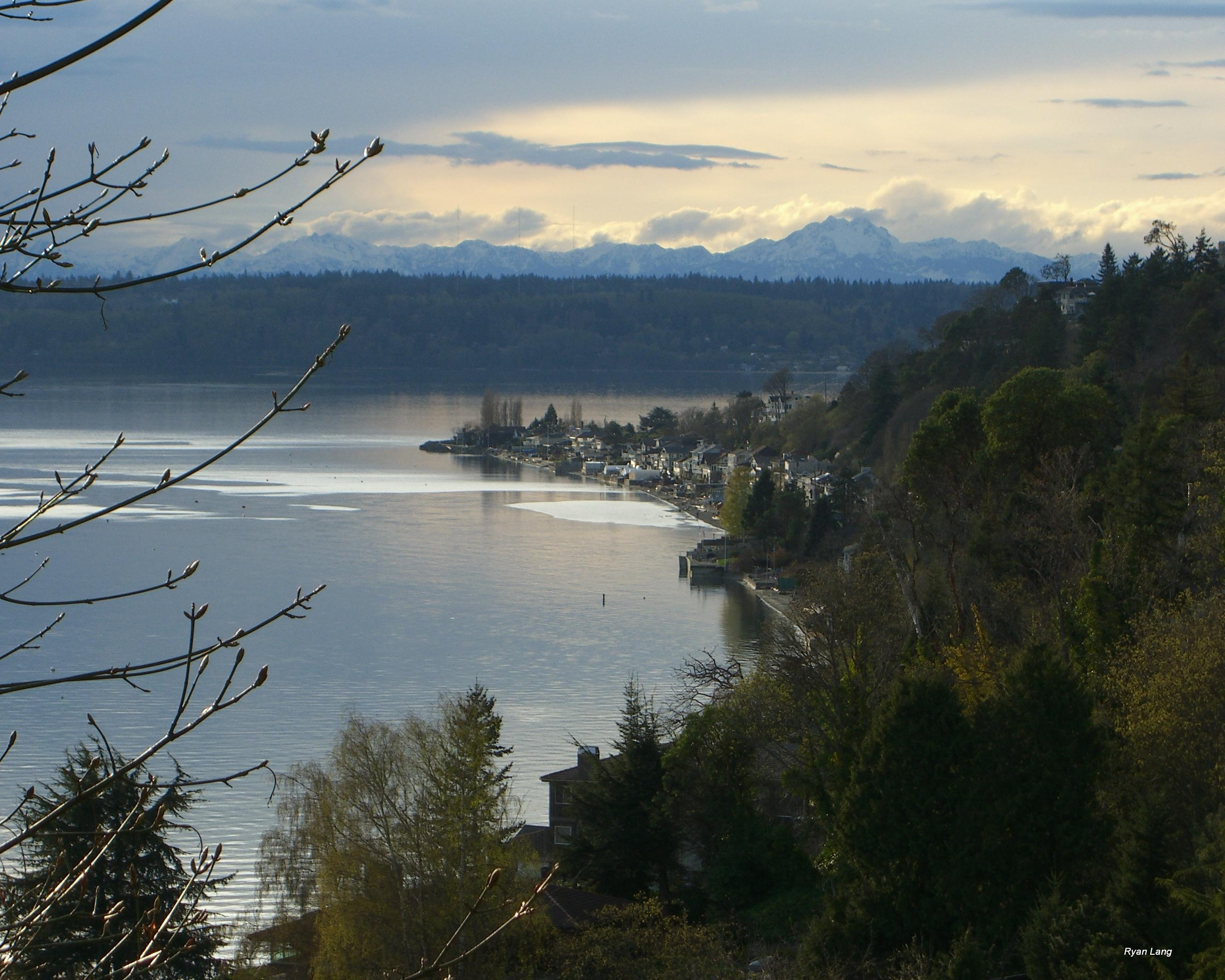
Побережье Бериена
(вдали видны Олимпийские горы)

По данным Бюро переписи населения США, общая площадь города составляет 11,19 квадратных миль (28,98 км2), из которых 10,04 квадратных миль (26,00 км2) приходится на сушу, а 1,15 квадратных миль (2,98 км2) — на водную поверхность.
Западная граница города состоит из 5,5 миль (8,9 км) береговой линии вдоль залива Пьюджет-Саунд. Одноимённое озеро в черте города некоторое время было в центре скандала из-за того, что частные постройки мешали свободному проходу граждан к его берегам, что запрещено федеральным законом.